# Jean-Pierre Malrieu
Pour les articles homonymes, voir Malrieu.
Jean-Pierre Malrieu est un religieux et homme politique français né le 19 novembre 1740 à Plagnole (Haute-Garonne) et décédé le 28 octobre 1823 à Rodez (Aveyron).

## Biographie
Curé-prieur de Loubous, il est député du clergé aux états généraux de 1789 pour la sénéchaussée de Villefranche-de-Rouergue. Il siège avec le tiers état pour la vérification des pouvoirs.

## Sources
- « Jean-Pierre Malrieu », dans Adolphe Robert et Gaston Cougny, Dictionnaire des parlementaires français, Edgar Bourloton, 1889-1891 [détail de l’édition]